# Алі Аль-Булаїгі
Алі Аль-Булаїгі (араб. علي آل بليهي, нар. 21 листопада 1989) — саудівський футболіст, захисник клубу «Аль-Гіляль» та національної збірної Саудівської Аравії.

## Клубна кар'єра
У дорослому футболі дебютував 2014 року виступами за команду клубу «Аль Нада», в якій провів один сезон у другому за рівнем дивізіоні країни.
Своєю грою за цю команду привернув увагу представників тренерського штабу клубу «Аль-Фатех», до складу якого приєднався 2015 року. 20 серпня того ж року Аль-Булаїгі дебютував у саудівській Про-лізі, вийшовши на заміну в середині першого тайму гостьового матчу проти «Аль-Халіджа». 3 грудня 2016 року він забив свій перший гол в рамках Про-ліги, зрівнявши рахунок у домашній грі з «Аль-Вахдою». Відіграв за саудівську команду наступні два сезони своєї ігрової кар'єри. Більшість часу, проведеного у складі «Аль-Фатеха», був основним гравцем захисту команди.
21 червні 2017 року приєднався до складу клубу «Аль-Гіляль», підписавши трирічний контракт. Станом на 2 червня 2018 року відіграв за саудівську команду 5 матчів в національному чемпіонаті.

## Виступи за збірну
15 травня 2018 року Алі Аль-Булаїгі дебютував у складі збірної Саудівської Аравії у товариській грі проти команди Греції, вийшовши на заміну в середині другого тайму. Вже наступного місяця поїхав командою на чемпіонат світу 2018 року у Росії.
| Дата       | Місто        | Господарі         | Результат | Гості             | Турнір           | Голи | Примітки |
| ---------- | ------------ | ----------------- | --------- | ----------------- | ---------------- | ---- | -------- |
| 15-05-2018 | Севілья      | Саудівська Аравія | 2 – 0     | Греція            | товариський матч | -    | 63'      |
| 28-05-2018 | Санкт-Галлен | Італія            | 2 – 1     | Саудівська Аравія | товариський матч | -    | 84'      |
| 03-06-2018 | Санкт-Галлен | Саудівська Аравія | 0 – 3     | Перу              | товариський матч | -    |          |
| Усього     |              | Матчів            | 3         |                   | Голів            | 0    |          |

## Досягнення
- Чемпіон Саудівської Аравії (5):

«Аль-Гіляль»: 2017-18, 2019-20, 2020-21, 2021-22, 2023-24
- Володар Королівського кубка Саудівської Аравії (3):

«Аль-Гіляль»: 2019-20, 2022-23, 2023-24
- Володар Суперкубка Саудівської Аравії (4):

«Аль-Гіляль»: 2018, 2021, 2023, 2024
- Переможець Ліги чемпіонів АФК (2):

«Аль-Гіляль»: 2019, 2021